# Cyphoma gibbosum
Cyphoma gibbosum is een slakkensoort uit de familie Ovulidae. De wetenschappelijke naam werd in 1758 gepubliceerd door Carl Linnaeus in de tiende editie van Systema naturae. Hij gaf de naam aan een soort die hem uit de literatuur bekend was van Brazilië. Hij komt voor in het hele gebied van de Golf van Mexico en de Caraïbische Zee, en langs de kust van Oost-Florida en Noord-Brazilië.
De schelp van de slak kan tot 45 millimeter lang worden. De slak leeft in water van minimaal 0,3 meter tot maximaal 90 meter diep.
De soort vertoont veel kleurvariatie, en verschillende kleurvormen en -patronen zijn in de loop der tijd als aparte soorten beschreven en benoemd. In 1973 gaf Crawford Neill Cate een beperkt overzicht van de synonymie. Felix Lorenz en Dirk Fehse (2009) plaatsten Cyphoma finkli in de synonymie van Cyphoma signatum, en C. robustior en C. lindae in die van C. mcgintyi. In 2017 publiceerden Bastian Reijnen en Sancia van der Meij de resultaten van genetisch onderzoek waarin Cyphoma signatum en Cyphoma mcgintyi, samen met de door Lorenz & Fehse gesynonymiseerde namen, werden toegevoegd aan de synonymie van deze soort.

## Synoniemen
- Cyphoma dorsatum Röding, 1798[3]
- Ovula pharetra Perry, 1811[3]
- Ovula rostrata Mörch, 1877
- Cyphoma precursor Dall, 1897[3]
- Cyphoma mcgintyi Pilsbry, 1939[5]
- Cyphoma signatum Pilsbry & McGinty, 1939[5]
- Cyphoma robustior Bayer, 1941[4][5]
- Cyphoma alleneae Cate, 1973[5]
- Cyphoma finkli Petuch, 1979[4][5]
- Cyphoma macumba Petuch, 1979 (onzeker synoniem)
- Cyphoma lindae Petuch, 1987[4][5]